# Fannia pigeonisternita
Fannia pigeonisternita är en tvåvingeart som beskrevs av Xue och Wang 1998. Fannia pigeonisternita ingår i släktet Fannia och familjen takdansflugor.
Artens utbredningsområde är Shanxi (Kina). Inga underarter finns listade i Catalogue of Life.